# Synergus plagiotrochi
Synergus plagiotrochi is een vliesvleugelig insect uit de familie van de echte galwespen (Cynipidae). De wetenschappelijke naam van de soort is voor het eerst geldig gepubliceerd in 1987 door Nieves-Aldrey & Pujade-Villar.